# 木本静
木本 静（きもと しずか、1989年3月29日  - ）は、日本のモデル。兵庫県出身。高校生までは、神戸、大学は京都、就職先は神戸と大阪の関西で過ごした。

## 来歴
1989年3月29日に兵庫県で、生まれてから高校生までは、神戸、大学は京都、就職先は神戸と大阪の関西過ごした。アパレルブランドDanny&AnneのPRをつとめ、BAILA読者モデルにして世界最強の美しき働く女性チーム、スーパーバイラーズ（SUPER BAILARS）で活躍中。カジュアルかつ綺麗めな服装が大好きで、仕事のお休みの日や、仕事の日も綺麗めなデニムであれば履く事を好む（デニム率が高い）。デニムはデニム用洗剤で手洗いする清潔感がある。
雑誌「ar」のWebサイト「ar web」のアンバサダーにも就任。

## 趣味
- 好きなブランド：Danny&Anne
- よく読む雑誌：BAILA、GISELe、otona MUSE
- お気に入りのInstagramアカウント：@isekikaori_kimawashi、@tokyodame
- 通っている美容室(担当): LONESS (本田治彦サン)
- 通っているネイルサロン：esNAIL渋谷本店

Instagramアカウント：@0329shi